# Narcissus cyclamineus
Narcissus cyclamineus DC. è una pianta bulbosa della famiglia Amaryllidaceae.

## Descrizione
I fiori sono gialli (sia corolla che paracorolla). Le foglie sono strette e verdi. Il bulbo è a forma sferica.

## Distribuzione e habitat
L'areale di questa specie è ristretto alla parte settentrionale di Spagna e Portogallo.

## Ibridi
Dall'incrocio con  N. tazetta hanno origine le cultivar "Jack Snipe", Tete a tete, Gold Medal.

## Galleria d'immagini

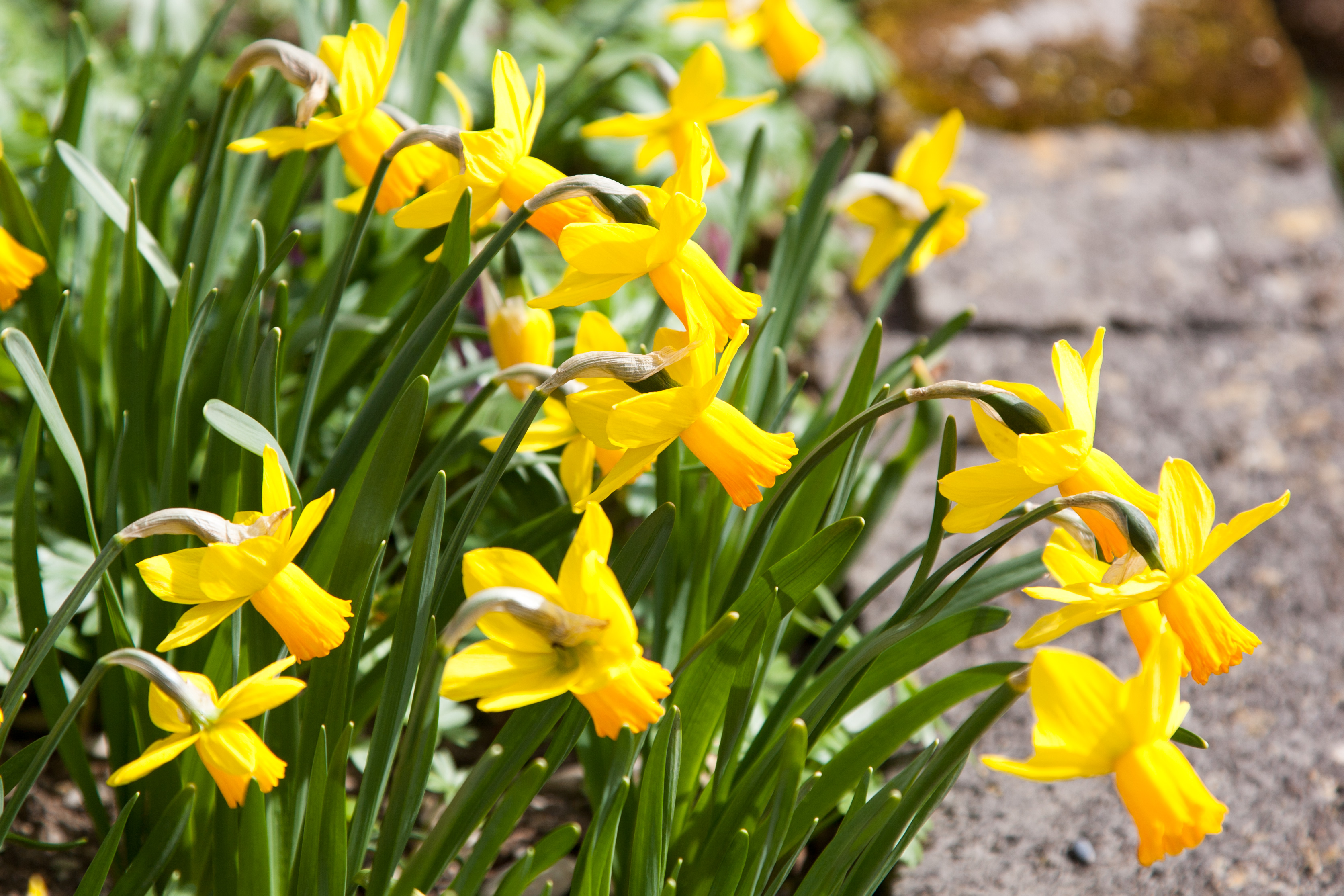
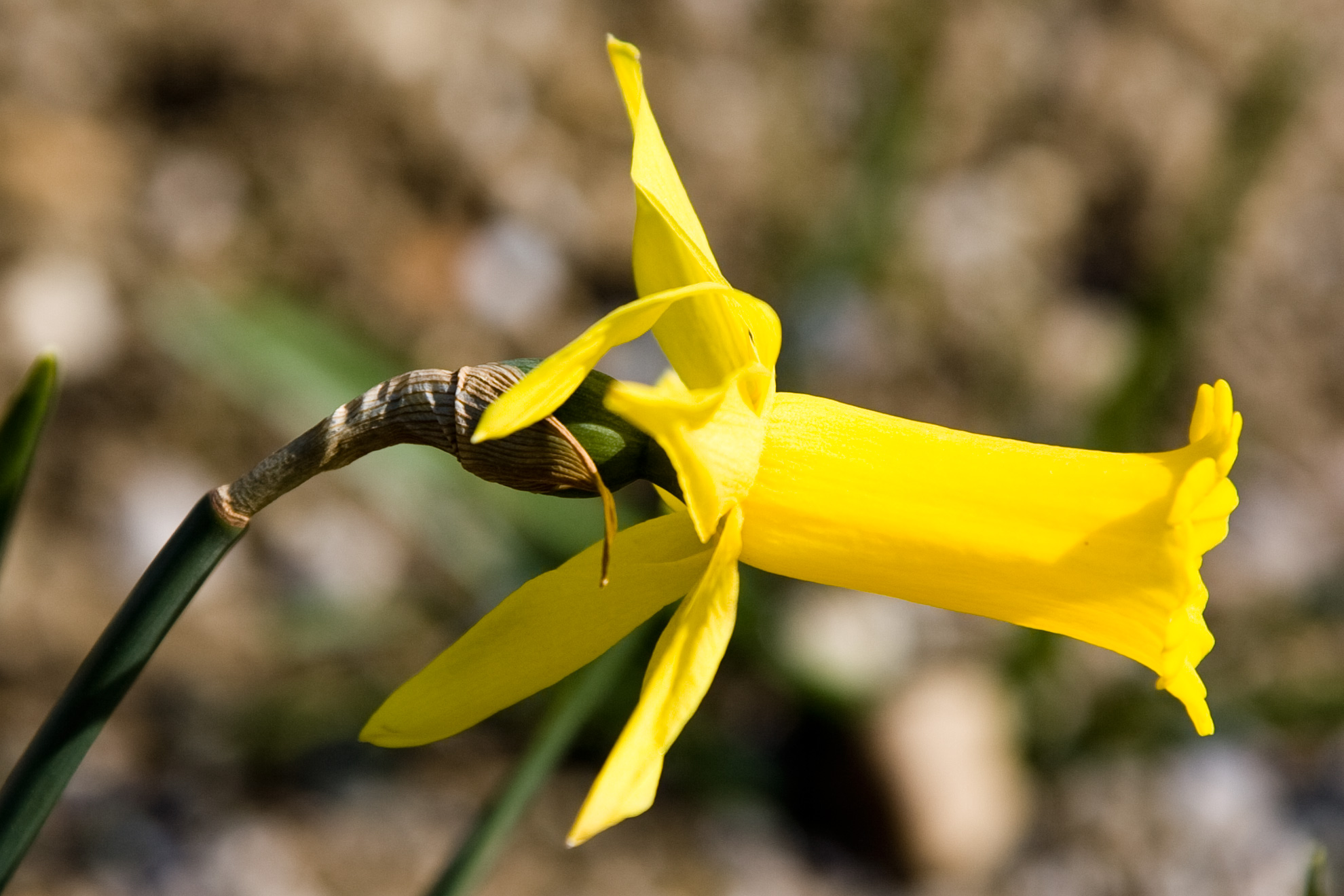
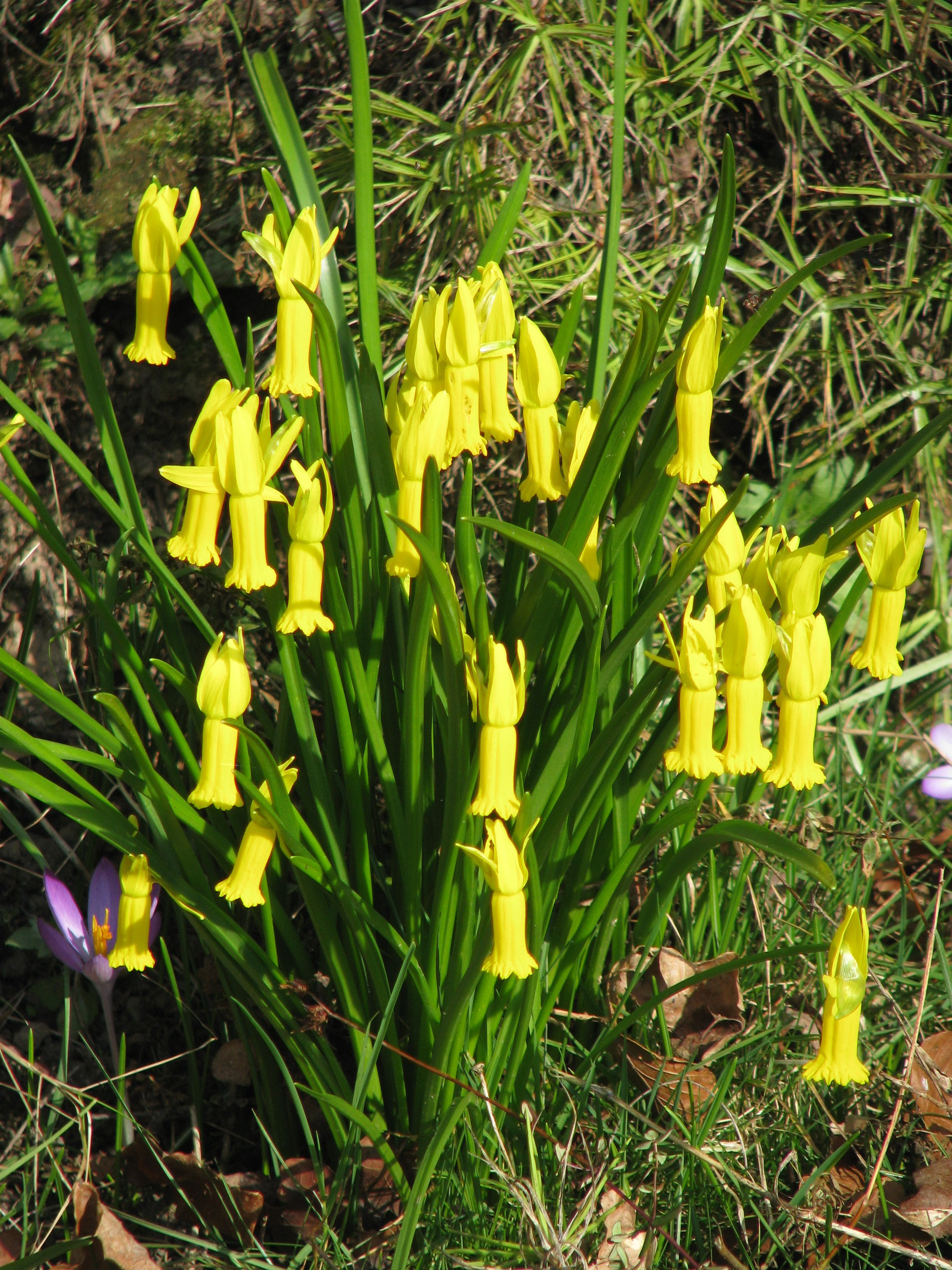